# Mongoolse tugrik

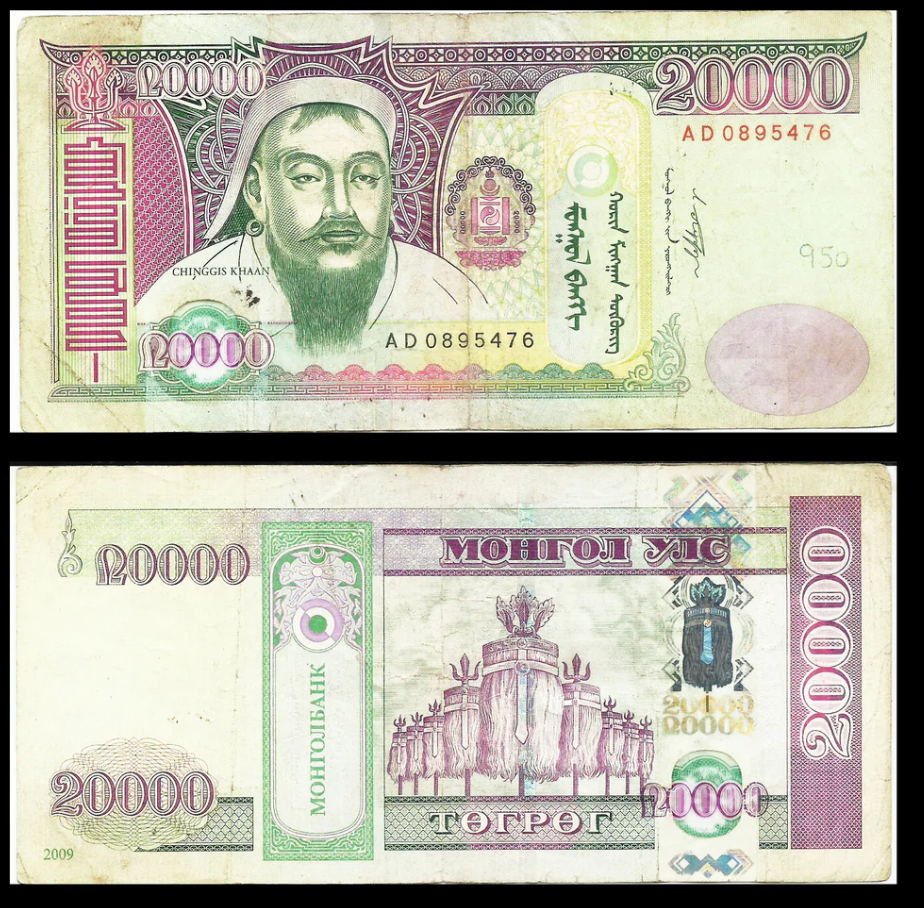
Bankbiljet 20 000 tugrik - ontwerp uit 2006.

De Mongoolse tugrik is de munteenheid van Mongolië. De tugrik wordt in het Mongools gespeld als Tögrök, dat rond betekent. Eén tugrik is honderd möngö. De möngö wordt door de inflatie niet meer gebruikt. Hetzelfde lot hebben ook de muntstukken ondergaan.
Momenteel (2019) wordt er enkel nog gewerkt met papiergeld. Er zijn coupures van 10, 20, 50, 100, 500, 1.000, 5.000, 10.000 en 20.000 Tugrik.
Chinese munten werden geïmporteerd in Mongolië tijdens de Han-dynastie (206 v.Chr. tot 220). Tot 1921 gebruikte Mongolië geïmporteerde Chinese munten, zoals de Chinese tael (CNT) en yuan (CND). In maart 1915 voerde Mongolië de tugrik (MNT) in, met een gelijke waarde aan de Russische roebel. Ook Russische zilveren roebels (RUES) circuleerden in het land. De Tugrik was in verschillende verhoudingen aan de Russische roebel gekoppeld tot 1961, toen Mongolië besloot niet te devalueren zoals met de Russische munteenheid gebeurde.
Op de meeste biljetten staan afbeeldingen van Genghis Khan, de vader des vaderlands. Lagere biljetten hebben afbeeldingen van andere personen uit de meer recente Mongoolse geschiedenis, zoals Sukhbataar.